# Kining'ila
Kining'ila è una circoscrizione rurale (rural ward) della Tanzania situata nel distretto di Igunga, regione di Tabora. Conta una popolazione di 10 881 abitanti (censimento 2012).